# Liceo classico statale Vittorio Emanuele II
Il liceo classico statale "Vittorio Emanuele II" è un istituto scolastico superiore di Napoli.

## Storia
Il "Vittorio Emanuele II" fu il primo liceo del Regno d'Italia, venendo fondato con regio decreto del 1861 e inaugurato nel marzo dello stesso anno. L'aumento degli alunni e l'esigenza di nuovi locali portò alla creazione di succursali sparse nel territorio partenopeo: il "Genovesi", il "Vico", il "Garibaldi", l'"Umberto I" e il "Sannazaro", che ottennero l'indipendenza alcuni anni dopo.

### Emblema

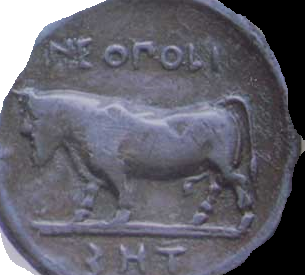
Emblema Del Liceo Ginnasio Vittorio Emanuele II

Nel 1990, all'indomani delle celebrazioni per il 125º anniversario della fondazione del liceo, nacque l'idea di creare un simbolo che rappresentasse il liceo più antico di Napoli, in Italia e nel mondo. Si scelse così la figura di un toro con il volto umano, effigie presente su tutte le monete dell'antica Neapolis. L'immagine risalente al V secolo a.C. raffigura il dio dei fiumi Acheloo, un minotauro al contrario. Sulla moneta è presente l'iscrizione Νεοπολι (in alto) της (in basso), che in greco antico stava a dire: "abitante della nuova comunità".
L'accorpamento
Dal 1º settembre 2018, per effetto della delibera n°839 del 28/12/2017 della Giunta regionale della Campania, il Liceo Classico Statale "Vittorio Emanuele II" è stato accorpato con il Liceo Classico Statale "Giuseppe Garibaldi".